# Школа рок-н-ролла
«Школа рок-н-ролла» (англ.  Rock ’n’ Roll High School) — американский художественный фильм в жанре музыкальной комедии, поставленный режиссёром Алланом Аркушем. Первая самостоятельная работа Аркуша в этом качестве. В кинокартине снялась американская панк-группа Ramones, исполнившая камео. Премьера работы состоялась 4 августа 1979 года.

## Сюжет
Действия происходят в 1980 году. Руководство Школы имени Винса Ломбарди (в лице директора Тогар) встревожено чрезмерной любовью студентов к рок-н-роллу и их равнодушием к учёбе. Рифф Рэнделл — самая ярая поклонница творчества группы Ramones в своей школе. Она ждёт три дня на улице возле билетных касс, чтобы купить билеты себе и своим школьным друзьям на концерт своей любимой группы. Мечта Рифф — увидеть Ramones, а именно своего кумира Джоуи Рамона, а также показать ему песню, которую она написала для его группы — «Rock ’n’ Roll High School».
Узнав про концерт Ramones, злобная директриса забирает билеты у Рифф и её лучшей подруги Кэт. Но девушки находят способ попасть на шоу: они выигрывают два билета в радиошоу, отгадав название альбома их обожаемой группы.
На следующий день, когда мисс Toгар и группа родителей пытаются сжечь груду дисков Ramones, чья музыка затмила умы детей, студенты принимают решение захватить свою школу и сделать из неё первую школу имени рок-н-ролла. Вскоре к взбунтовавшимся рок-студентам присоединяются сами Ramones, получившие звание почётных студентов школы рок-н-ролла.

## Производство
Роджер Корман, исполнительный продюсер фильма, хотел снять современный подростковый фильм, похожий на те, что он снимал в начале своей карьеры в 1960-х годах, с акцентом на современную музыку того времени. Первоначально для сюжетной идеи Аллана Аркуша и Джо Данте было выбрано рабочее название Disco High. Сценарий был разработан Ричардом Уитли, Рассом Двончем и Джозефом Макбрайдом. За время производства лента меняла своё название ещё несколько раз, включая такие как Heavy Metal Kids и Girl’s Gym. Большую часть кинокомедии снял Аркуш, но в некоторых случаях его страховал Данте.
Изначально Корман хотел, чтобы в роли группы сыграли Cheap Trick или Тодд Рандгрен, но из-за конфликта графиков он был вынужден искать альтернативу. Под влиянием Аркуша он обратил внимание на Ramones.
Основой сюжета послужила история, рассказанная сценаристу Джозефу Макбрайду фильма его отцом, репортёром из Milwaukee Journal Рэймондом Э. Макбрайдом, который в юности устроил забастовку в своей центральной старшей школе города Сьюпириор (Висконсин) в 1920-х годах.

### Места съёмок
Всего в киноленте было задействовано около десятка площадок, включая кадры автовождения. В виду бюджетных ограничений менеджер по локациям не нанимался и их подбором занимался продюсер Майкл Финнел. Такой подход был свойственен политике New World Pictures. Вооружившись дорожным атласом Thomas Guide, он самолично объездил все окрестные школы Лос-Анджелеса. Когда ему удавалось найти что-то стоящее, для повторного визита к нему присоединялся Аллан Аркуш. Таким образом они просмотрели не менее десяти школ. Руководству каждой из них предоставлялась специальная версия сценария, в которой ничего не говорилось о взрывах и пожарах в помещении учебного заведения. Псевдосценарий был написан Ричардом Уитли и Рассом Двончем. Поиски заняли пару месяцев.
В итоге, в районе Южный Централ была найдена старшая школа «Маунт-Кармель». Она была построена в 1934—1935 годах под эгидой ордена кармелитов и к 1976 году была закрыта из-за недостатка учеников. Здание по-прежнему находилось на попечении священников. Представителю духовенства, с которым велись переговоры об аренде, был также продемонстрирован безобидный вариант сценария. В своё оправдание создатели фильма приводили доводы, что на момент упомянутой дискуссии они параллельно прорабатывали варианты с созданием макета школы, для его последующего взрыва. Всё упёрлось в неоправданную дороговизну реалистичных декораций, поэтому и вернулись к авантюрному плану натурных съёмок в кампусе «Маунт-Кармель».
Кроме неё в картине фигурировало ещё одно образовательное учреждение. Поскольку у «Маунт-Кармель» не было достаточно большого двора, кинематографисты обратились к руководству Ван-найсской старшей школы. Впоследствии в её стенах было снято ещё несколько голливудских кинолент, в первую очередь «Весёлые времена в школе Риджмонт» 1982 года. А в «Школе рок-н-ролла» её двор был задействован для вступительной сцены, где ученики резвятся под песню Ramones «Sheena Is a Punk Rocker». Помимо школьной площадки Аркуш несколько фрагментов снял в спортивном зале, автомастерской и классных комнатах «Ван-Найса». Сцена в телефонной будке, в которой Рифф звонит на радиостанцию, чтобы выиграть билеты на концерт Ramones, снималась на бульваре Сепульведа, всего в нескольких кварталах от этого учебного заведения. Режиссёр потом вспоминал, что в отличие от полной свободы действий в «Маунт-Кармеле», в «Ван-Найсе» каждый шаг съёмочной группы был под контролем кого-то из школьного начальства, и, если бы им на глаза попался текст настоящего сценария, он никогда бы не получил разрешения на съёмку.
Центральный эпизод с концертным выступлением группы тоже состоял из нескольких разных натурных объектов. По замыслу авторов оно проходило в достаточно крупном заведении. Здание Майянского театра 1927 года постройки, расположенного в центре Лос-Анджелеса, обладало необходимой величественностью, а мезоамериканские мотивы его фасада создавали дополнительную привлекательность. В то время его внутренние помещения использовались для кинопоказа фильмов для взрослых, которые тут же и снимались. Ввиду этого вовнутрь театра просто не пустили, ограничившись наружной съёмкой. При этом постеры грядущего шоу Ramones у входа просто загораживали собой висевшие там постеры порнофильмов. Более того, даже если бы функциональное наполнение Майянского театра располагало бы сценой и большой концертной площадкой, Ramones, уделом которых были клубы, были бы не в состоянии заполнить её своими поклонниками, а кинопроизводителям это было бы не по карману. Поэтому шоу квартета снимали в их родной стихии: ночных клубах The Roxy и Whisky a Go Go, расположенных на Сансет-стрип. Роджер Корман сам участвовал в их выборе, так как осознавал их культовый статус в молодёжной среде. Да и располагались они невдалеке от его офисов.
The Roxy выгодно отличался своей невысокой сценой с собственной системой освещения, тогда как закулисная зона и гримёрки у Whisky a Go Go были более просторные. В этой связи набор снимаемых эпизодов распределился соответственно. Тем не менее, с точки зрения Кормана, аренда сразу двух заведений выходила за бюджетные рамки. По этой причине для компенсации расходов было принято решение о взимании платы с присутствовавших на концерте статистов. Для этого в The Roxy было организовано три выступления Ramones: утром, днём и вечером. И стоимость билетов в течение дня росла. В ходе каждого шоу ансамбль исполнял шесть песен, после чего они же игрались повторно, чтобы снять дубль под другим ракурсом. Когда же публике надоедал исполняемый цикл, и она начинала возмущаться, её попросту меняли на следующую партию. Вследствие чего зрители на экране всегда выглядели энергичными, свежими и полными энтузиазма.
Ночные взрывы и пожар в «Маунт-Кармеле» были настолько сильными, что многие жители окрестностей были напуганы, а полиция была в ярости, что допустимые разрешения были кратно превышены, и у съёмочной группы были крупные неприятности в этой связи. В качестве статистов для съёмок использовались ученики и участники команды чирлидинга старшей школы «Мира-Коста» из города Манхэттен-Бич, Калифорния. Общая длительность съёмочного процесса составила 23 дня, а бюджет не превысил трёх сотен тысяч долларов. Весной 1979 года кинокартина была готова к выпуску.

## В ролях
| Актёр              | Роль                 |
| ------------------ | -------------------- |
| Пи Джей Соулз      | Рифф Рэнделл         |
| Винсент Ван Паттен | Том Робертс          |
| Клинт Ховард       | Иглбауэр             |
| Дей Янг            | Кейт Рэмбо           |
| Мэри Воронов       | директор Ивлин Тогар |
| Пол Бартел         | мистер Макгри        |
| Дик Миллер         | шеф полиции          |
| Дон Стил           | Стив Стивенс         |
| Аликс Илайес       | тренер Стероид       |
| Дэниел Дэйвис      | Фриц Гретел          |

## Восприятие
«Школа рок-н-ролла» получила в целом положительные отзывы. На сайте-агрегаторе рецензий Rotten Tomatoes 81% из 27 рецензий критиков положительные, со средней оценкой 6,9 из 10. На Metacritic фильм имеет средневзвешенную оценку 70 из 100, основанную на 7 обзорах профессиональных критиков, что означает вердикт «в целом благоприятные отзывы». The Globe and Mail писали, что «сюжет чем-то обязан „Зверинцу“ (но «Школа рок-н-ролла» смешнее), чем-то — „Пляжным играм“ и чем-то — многим другим фильмам, которых слишком много, чтобы перечислять все; его трудно назвать оригинальным». The Boston Globe высказала мнение: «В нём есть образ „Бриолина“ и душа „Зверинца“ — и он лучше обоих. Анархический рок Ramones электризует фильм драйвовым битом, который никогда не ослабевает. Сама кинолента, как и рок-н-ролл, просто весёлая».

## Саундтрек
В начале июня 1979 года на Sire Records был выпущен в продажу официальный саундтрек к фильму. Он включал в себя лишь часть прозвучавших в нём песен, в том числе две новых песни Ramones, написанных для него: заглавная песня, «Rock’n’Roll High School», и «I Want You Around». Они были записаны звукорёжиссером Эдом Стейзиумом, а после чего ремикшированы Филом Спектором для саундтрек-альбома. Оригинальные миксы Эда Стейзиума при этом были недоступны для слушателей вплоть до появления сборников Ramones Mania (1988) — для заглавного трека, и Hey! Ho! Let’s Go: The Anthology (1999) — для «I Want You Around». Запись новых композиций проходила в лос-анджелесской студии Cherokee Studios, в фильме была также использована фонограмма концертного выступления Ramones в ночном клубе The Roxy.
Саундтрек был издан в форматах виниловой грампластинки, компакт-кассеты и кассеты Stereo 8 и пользовался умеренным спросом. Уровень продаж позволил ему пробиться в американский национальный рейтинг альбомов: Billboard Top LPs & Tape, где он смог подняться до 118-й позиции и продержаться в этом хит-параде шесть недель.

### Список композиций
| №  | Название | Автор(ы)                                  | Исполнитель                  | Длительность |
| -- | --- | ----------------------------------------- | ---------------------------- | ------------ |
| 1. | «Rock’n’Roll High School» (Phil Spector remix) | Ramones                                   | Ramones                      | 2:13         |
| 2. | «I Want You Around» (Phil Spector remix) | Ramones                                   | Ramones                      | 3:06         |
| 3. | «Come On Let’s Go» (кавер-версия Ричи Валенса) | Ричи Валенс                               | The Paley Brothers и Ramones | 2:11         |
| 4. | «Ramones Medley»: • «Blitzkrieg Bop» • «Teenage Lobotomy» • «California Sun» • «Pinhead» • «She’s the One» (запись концертного выступления в клубе The Roxy, Лос-Анджелес) | Ramones Генри Гловер, Моррис Леви Ramones | Ramones                      | 11:00        |
| 5. | «So It Goes» (взято из альбома Pure Pop for Now People (1978) | Ник Лоу                                   | Ник Лоу                      | 2:28         |
| 6. | «Energy Fools the Magician» (взято из альбома Before and After Science (1977)                                                                                              | Брайан Ино                                | Брайан Ино                   | 2:03         |

| №                   | Название                                                                      | Автор(ы)                                                       | Исполнитель            | Длительность |
| ------------------- | ----------------------------------------------------------------------------- | -------------------------------------------------------------- | ---------------------- | ------------ |
| 1.                  | «Rock ’n’ Roll High School»                                                   | Ramones                                                        | Пи Джей Соулз          | 2:11         |
| 2.                  | «Come Back Jonee» (взято из альбома Q: Are We Not Men? A: We Are Devo! (1978) | Джеральд Касале, Марк Мазерсбо                                 | Devo                   | 3:44         |
| 3.                  | «Teenage Depression» (взято из альбома Teenage Depression (1976)              | Дэйв Хиггс                                                     | Eddie and the Hot Rods | 2:54         |
| 4.                  | «Smokin’ in the Boys Room» (взято из альбома Yeah! (1973)                     | Каб Кода, Майкл Лутц                                           | Brownsville Station    | 2:55         |
| 5.                  | «School Days» (сингл, (1958)                                                  | Чак Берри                                                      | Чак Берри              | 2:40         |
| 6.                  | «A Dream Goes on Forever» (взято из альбома Todd (1974)                       | Тодд Рандгрен                                                  | Тодд Рандгрен          | 2:22         |
| 7.                  | «School’s Out» (взято из альбома School’s Out (1972)                          | Элис Купер, Майкл Брюс, Глен Бакстон, Деннис Данауэй, Нил Смит | Alice Cooper           | 3:24         |
| Общая длительность: | Общая длительность:                                                           | Общая длительность:                                            | Общая длительность:    | 43:11        |

| Также в фильме прозвучали: - Бент Фабрик — «Alley Cat» - Fleetwood Mac — «Albatross» - Fleetwood Mac — «Jigsaw Puzzle Blues» - Пол Маккартни и Wings — «Did We Meet Somewhere Before?» - MC5 — «High School» - The Paley Brothers — «You’re the Best» - The Velvet Underground — «Rock & Roll» - Брайан Ино — «Spirits Drifting» - Брайан Ино — «Alternative 3» - Брайан Ино — «M386» - Ramones — «I Just Wanna Have Something to Do» - Ramones — «I Wanna Be Sedated» - Ramones — «I Wanna Be Your Boyfriend» - Ramones — «Questioningly» - Ramones — «Sheena Is a Punk Rocker» - Ramones — «Do You Wanna Dance?» | Еженедельные чарты: \| Год \| Хит-парад \| Высшая позиция \| Пребывание \| \| ---- \| ------------------------------------------ \| -------------- \| ---------- \| \| 1979 \| США (Billboard Top LPs & Tape)[22][20][21] \| 118 \| 6 недель \| |                |            |
| Год | Хит-парад | Высшая позиция | Пребывание |
| 1979 | США (Billboard Top LPs & Tape) | 118            | 6 недель   |

## Продолжение
В 1991 году Роджер Корман спродюсировал кинокартину «Школа рок-н-ролла навечно» — сиквел «Школа рок-н-ролла». Из актёрского состава первого фильма в продолжении снялась только Мэри Воронов и не в прежней роли.